# 索尼音樂娛樂
索尼音樂娛樂（英語：Sony Music Entertainment），简称索尼音樂（Sony Music）或SME，是索尼公司旗下音樂事業群，總部位於美國紐約市，也是全球三大唱片公司之一。2019年8月1日，索尼音乐娱乐与索尼/聯合電視音樂出版合并为索尼音乐集团（Sony Music Group）。索尼音樂娛樂主要的旗艦廠牌有：哥倫比亞唱片、RCA唱片、Epic Records。

## 歷史

### CBS時期
哥倫比亞唱片，成立於1888年，設立於美國首都哥倫比亞特區，並以哥倫比亞特區為名。哥倫比亞最初是在華盛頓特區、馬里蘭和特拉華販賣愛迪生的留聲機和留聲機圓筒。1893年，哥倫比亞終止了愛迪生和北美洲Phonograph Company銷售和留聲機製造。於1938年以70萬美元被子公司哥倫比亞廣播公司併購，與哥倫比亞三星製片同屬美國CBS影視集團。

### CBS/Sony時期
1968年，日本索尼公司入股，改組成CBS/Sony唱片公司。

### 索尼哥倫比亞時期
1988年1月，在Sony會長盛田昭夫的主導下，索尼陸續併購了CBS的電影與音樂部門，使CBS/Sony百分之百成為Sony旗下音樂部門，並更名為Sony Music，中文正式全名為「索尼哥倫比亞音樂娛樂」，簡稱為「索尼音乐」。

### 索尼博德曼時期

索尼博德曼音樂娛樂时期的标志

2004年11月，由時任美國索尼董事長霍华德·斯金格主導，索尼音樂與全球媒體鉅子博德曼旗下音樂部門BMG Music以各持股50%方式合併成為索尼博德曼音乐娱乐公司，總部設於美國紐約，為全球第二大音樂唱片公司。日本索尼音樂集團（Sony Music Group）獨立於全球的索尼贝塔斯曼音樂（SONY BMG），但日本贝塔斯曼音樂（BMG JAPAN）則是直屬全球的索尼贝塔斯曼集團。

### 索尼音樂時期
- 2008年8月5日，索尼宣布收購贝塔斯曼所持有索尼贝塔斯曼另50%股權，並於10月1日正式生效，索尼贝塔斯曼成為100%美國索尼子公司，並改回原名「索尼音樂娛樂」（SONY MUSIC Entertainment Inc.(SMEI)）。
- 2012年4月19日，百代公司（EMI Group Limited）破產，而索尼音樂娛樂以22億美元投資該公司音樂版權部門取得40%股權，索尼也因此成為全球規模最大的音樂庫[4]
- 2018年5月22日，索尼音樂再以總價約23億美元從阿布達比主權財富基金（Mubadala Investment Company) 手中收購百代音樂版權公司（EMI Music Publishing）60%股權，擴充旗下音樂內容資產，加上 SONY 原先持有的三成股權，等於擁有 EMI 音樂版權公司九成持股，亦即買下 EMI 超過210萬首歌曲版權，加上 SONY 原本擁有的230萬首歌曲版權，成為全球最大的音樂版權商之一。[5]
- 2019年7月17日，索尼宣布索尼音乐娱乐与索尼/聯合電視音樂出版将合并为索尼音乐集团（Sony Music Group）[2][6]。8月1日合并完成[2][7][8]。

## 爭議問題

### 索尼博德曼合併爭議
2006年7月13日，位於盧森堡的歐盟初審法院推翻了歐盟2004年對索尼音樂（Sony Music）和博德曼公司（BMG）合併案的批准，使得索尼博德曼（SONY BMG）這家全球第二大唱片公司面臨被拆分的危險。歐盟初審法院在這項歷史性判決中表示當時批准這筆併購的歐盟委員會僅僅對併購的後果進行了非常草率的檢查，委員會並未提供足夠的證據來從法律上證明「併購前兩者一起不存在主導市場的地位，而併購後亦不存在此種可能」。歐盟法院的判決意味著索尼音樂（Sony Music）和博德曼公司（BMG）將重新向歐盟提交併購計劃，而新的計劃中將包括目前的市場狀況。歐盟委員會將重新審查日本索尼音樂和德國BMG的合併。

### XCP防拷軟件爭議
2005年10月，任職於Sysinternals的Mark Russinovich揭露了索尼貝塔斯曼（SonyBMG）所銷售的音樂CD使用了rootkit技術，在未知會使用者的情況下，安裝數位版權管理（DRM）軟件到使用者的電腦中。這套軟件是由英國公司First 4 Internet所開發的Extended Copy Protection（簡稱XCP），一般使用者難以探測與移除。在許多國家當中，未告知使用者逕自安裝軟件是違法行為，並且造成使用者系統的嚴重安全危害問題，同時影響使用者系統的效能。
索尼貝塔斯曼最初提供的移除軟件，在移除rootkit之後又安裝了另一個軟體dial-home；這造成了另一個更大的安全危害，並且使得索尼貝塔斯曼遭受更大的爭議。索尼博德曼最後終於提供了一個真正的移除軟件，並且回收、交換含有XCP的音樂CD。同時，索尼貝塔斯曼也因此面臨了數件相關的法律訴訟案。
2006年11月，Sony BMG在陸續與美國各州的法庭和解，承認於音樂CD上安裝了反盜版的軟件技術後，將支付一年425萬美元的金額給39州政府作為和解，還需賠償每位因為以電腦收聽該公司光碟遭到損失的消費者175美元。

## 旗下藝人

### 欧美
- 艾倫沃克

#### 男歌手
- 迈克尔杰克逊
- 克里斯小子
- 流線胖小子
- 傑米·福克斯
- 哈利·斯泰爾斯
- 約翰傳奇
- 約瑟夫·薩爾瓦特（英语：Josef Salvat）[10]
- 賈斯汀
- 瑞奇馬汀
- 東尼·班尼特
- 亞瑟小子
- 丹尼·羅美路

#### 女歌手
- 艾莉西亞·凱斯
- 布蘭妮
- 夏奇拉
- 碧昂絲
- 艾薇兒
- 席琳狄翁
- 克莉絲汀[11]
- 凱莎
- 瑪麗亞·凱莉
- 寶琳娜·魯維奧
- 愛黛兒
- 坦莉雅
- 蒂朵
- 珍
- 瑪蓮·法莫
- 娜塔莉·安博莉亚
- 紅粉佳人
- 卡蜜拉
- 塔塔杨
- 潔西卡·辛普森
- 罗莎莉亚
- 安谷
- 雪兒·洛薇
- 梅根·崔娜
- 利拉·唐斯
- Jennie
- Lisa
- 莎黛

#### 團體
- 美聲男伶
- 天命真女
- 海鷗樂團
- 綠洲樂隊
- 西城男孩
- 法蘭茲·費迪南
- 後街男孩
- 伊凡塞斯樂團
- 流浪者合唱團[12]
- 一世代
- 洛斯帕飛樂團
- 手創樂團
- 飛越地平線樂團
- 混合甜心
- 五佳人

## 參閱條目
- Sony
- 台灣索尼音樂娛樂
- 索尼音樂娛樂 (香港)
- 索尼音乐娱乐中国控股
- 索尼古典唱片
- 哥倫比亞唱片
- 日本索尼音樂
- 博德曼

## 官方网站
- SONY MUSIC ENTERTAINMENT（美国网站）
- SONY MUSIC CHINA （页面存档备份，存于）（中國大陸网站）
- 台灣索尼音樂 Sony Music Entertainment (Taiwan) （页面存档备份，存于）（台湾网站）
- Sony Music Online Japan （页面存档备份，存于）（日本网站）
- Sony Music （页面存档备份，存于）（香港网站）
- Sony Music Entertainment Korea （页面存档备份，存于） （韩国网站）
- Sony 全球網站 （页面存档备份，存于）
- SONY MUSIC MALAYSIA（馬來西亞網站） （页面存档备份，存于）